# Kastlösa församling
Kastlösa församling var en församling i Ölands södra kontrakt i Växjö stift, Mörbylånga kommun i Kalmar län. Församlingen uppgick 2002 i Mörbylånga-Kastlösa församling

## Administrativ historik
Församlingen har medeltida ursprung.
Församlingen utgjorde under medeltiden ett eget pastorat för att därefter vara moderförsamling i Kastlösa, Smedby och Möckleby. Från 1575 till 1652 var församlingen moderförsamling i pastoratet Kastlösa och Segerstad. Från 1653 till 1938 utgjorde församlingen eget pastorat för att från 1939 till 1962 åter vara moderförsamling i Kastlösa, Smedby och Södra Möckleby. År 1962 blev församlingen annexförsamling i pastoratet Mörbylånga, Resmo, Vickleby, Hulterstad, Stenåsa och Kastlösa. Församlingen uppgick 2002 i Mörbylånga-Kastlösa församling.
Församlingskod var 084006.

## Kyrkor
- Kastlösa kyrka

## Series pastorum
| Ämbetstid              | Namn                            | Levnadstid             |
| (1393)                 | Olaus                           |                        |
| (1400)                 | Elavus Nicolai                  |                        |
| (1402)–(1409)          | Nicolaus                        |                        |
| (1525)–(1526)          | Nicolaus Magni                  |                        |
| (1547)–(1563)          | Olaus Olai                      |                        |
| 1564–1568              | Erasmus (Rasmus) Christierni    | d. 1586                |
| 1570–omkr. 1595        | Olaus Olai                      | d. omkr. 1595          |
| 1596–1622              | Jöns Erici                      | d. 1622                |
| 1623–1652              | Magnus Erici                    | d. 1652                |
| 1653–1688              | Andreas Nicolai Balchuis        | d. 1688                |
| 1689–1694              | Johannes (Johan) Petri Dahlerus | omkr. 1635–1694        |
| 1695–1698              | Daniel Jonæ Wentelinus          | omkr. 1640–1698        |
| 1700–1711              | Daniel Beckstadius              | 1663–1711              |
| 1712–1728              | Erik Sundelius                  | 1668–1728              |
| 1729–1765              | Nicolaus Sellberg               | 1679–1765              |
| 1766–1771              | Carl Bechstadius                | 1711–1771              |
| 1772–1782              | Amund Gabriel Myrstedt          | 1714–1782              |
| 1784–1791              | Magnus Rossander                | 1723–1791              |
| 1793–1817              | Jonas Sundelius                 | 1747–1817              |
| 1820–1841              | Johan Peter Svanberg            | 1768–1841              |
| 1843–1864              | Mathias Carl Runkrantz          | 1798–1864              |
| 1868–1869              | Carl August Hoflund             | 1818–1869              |
| 1873–1887              | Johan Peter Ljungquist          | 1827–1887              |
| 1890–1894              | Johan Otho Medelius             | 1844–1911              |
| 1894–1933              | August Sterner                  | 1851–1935              |
| 1939–1949              | Torsten Edvard Dahlberg         | 1899–1949              |
| 1950–(åtminstone 1951) | Tage Karl Napoleon Roos         | 1909–(åtminstone 1951) |